# 클램베이크 (영화)
《클램베이크》(Clambake)는 1967년 미국의 뮤지컬 영화다. 아서 H. 나델이 연출하고 엘비스 프레슬리, 셸리 페브레이, 빌 빅스비가 출연했다. 각본은 아서 브라운 2세가 썼다. 석유 재벌가의 상속자가 자신의 금력을 보기보다 진정 본인을 사랑해주는 연인을 찾기 위해 플로리다 호텔의 수상스키 교사로 신분세탁한다는 이야기다. 프레슬리에게 유나이티드 아티스츠와 찍은 마지막 영화다. 전국 주간 박스오피스 차트에서 최고 15위였다.
1985년 책 《엘비스 앤 미》에서, 프리실라 프레슬리는 《클램베이크》의 촬영 시작부터 엘비스가 자기 영화의 저열한 품질에 낙담하여 과식을 하기 시작했고, 인하여 엘비스의 체중은 그의 평균 체중인 77kg에서 91kg까지 불어났다고 증언하고 있다(이것은 앨버트 골드먼의 1981년 엘비스 전기도 뒷받침하는 사실이다). 영화 총괄제작자가 이를 보고 얼른 살을 빼라고 다이어트 약을 쥐어줬다. 엘비스는 기왕에도 약에 의한 무리한 식이요법을 감행하던 상태였다.
제작 도중 엘비스는 보통 사격을 하러 묵던 저택에서 넘어져 머리를 다쳤고, 그 결과 경미한 뇌진탕을 당했다. 이때 당한 뇌손상은 엘비스의 결정적인 사인으로 지목된다.

## 출연

### 주연
- 엘비스 프레슬리
- 쉘리 파바레스

### 조연
- 윌 허친스
- 빌 빅스비
- 게리 메릴
- 제임스 그레고리
- 수지 케이
- 해롤드
- 마지 더세이
- 안젤리크 페티존
- 월리스 얼
- 수 잉글랜드
- 리 크리거
- 알린 찰스
- 코빈 번슨
- 리처드 데이비스
- 테리 가
- 찰리 하지
- 로버트 P. 리브
- 댈 맥케넌
- 크리스토퍼 리오단
- 레드 웨스트
- 잭 굿

## 기타
- 협력프로듀서: 톰 롤프
- 세트: 제임스 레드
- 배역: 린 스터마스터